# شقة بورجيا

لوحة إعادة الخلق في شقة بورجيا تظهر ألكسندر السادس بورجيا أثناء الصلاة، بريشة بينوريكيو

شقة بورجيا هي جناح من الغرف في القصر الرسولي في الفاتيكان.